# Palais des Gouverneurs à Ouro Preto
Le Palais des Gouverneurs se situe sur l'actuelle place Tiradentes, dans le centre historique d' Ouro Preto, dans l'état de Minas Gerais, au Brésil .

## Histoire
Le bâtiment s'élève sur le site de l'ancienne Casa de Fundição et de la Moeda, alors en ruines.
Avec le risque et les spécifications du sergent-major ingénieur José Fernandes Pinto Alpoim, sa construction est contractée, en 1741, par le gouverneur et capitaine-général de la capitainerie de Rio de Janeiro et Minas Gerais, sergent-major de Batalha Gomes Freire de Andrade (1733 -1763), avec l' architecte portugais Manuel Francisco Lisboa, père d'Aleijadinho, pour 40 mille cruzados, étant le premier bâtiment de l'ancienne Vila Rica do Pilar à être construit en pierre et chaux, profitant de l' itacolomite et du quartzite abondants dans la région.
Aussi connu sous le nom de Palais Nouveau, malgré son caractère civil ( palais ), la structure comporte des éléments et une fonction de fortification ("casa-forte").
Les travaux structurels sont achevés vers 1746, bien qu'en 1774 les finitions soient encore en cours, telles que la peinture des portes et des fenêtres . Enfin, en 1781, les travaux de la Chapelle sont achevés " occupant l'un des bastions avant", avec un retable de Manoel Francisco de Araújo . Cette chapelle, ainsi qu'un jardin intérieur, sont démolis pour adapter le bâtiment à l'installation de l' École des Mines et de la Métallurgie, qui y loge encore aujourd'hui.

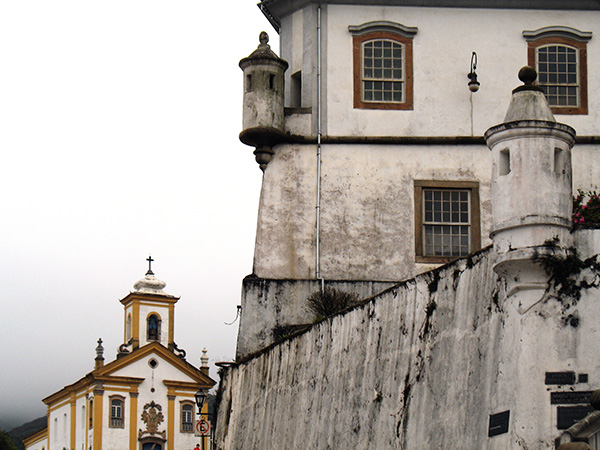
Détail des corps de garde du palais des gouverneurs. En arrière-plan, l' église de Nossa Senhora das Mercês e Misericórdia.

Le bâtiment est classé par le Service National du Patrimoine Historique et Artistique depuis 1950, abritant actuellement le Musée de Minéralogie, rattaché à l'École des Mines de l'Université Fédérale d'Ouro Preto - UFOP.
Le complexe historique et architectural d'Ouro Preto est classé au patrimoine mondial de l' UNESCO .